# NGC 4937
NGC 4937 — группа звёзд в созвездии Центавр. Джон Гершель ошибочно принял её за галактику во время наблюдения NGC 4940 3 марта 1837 года и таким образом она получила номер в каталоге галактик.
Этот объект входит в число перечисленных в оригинальной редакции «Нового общего каталога».